# Pherhombus brischkei
Pherhombus brischkei là một loài tò vò trong họ Ichneumonidae.